# Alessandro Manetti
Alessandro Manetti (Firenze, 1º febbraio 1787 – Firenze, 10 dicembre 1865) è stato un ingegnere e architetto italiano.

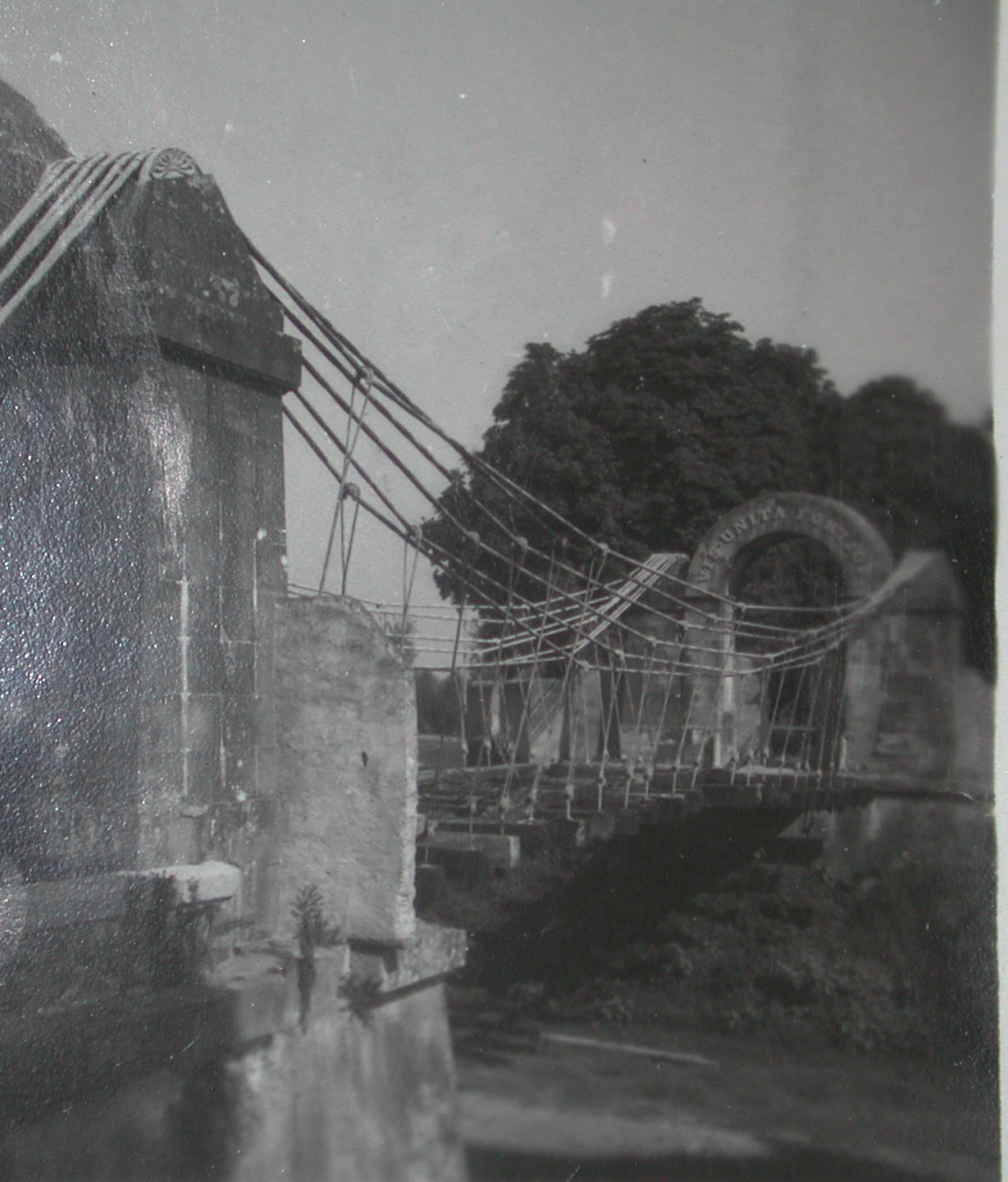
Ponte sospeso Leopoldo II a Poggio a Caiano, foto anni '30

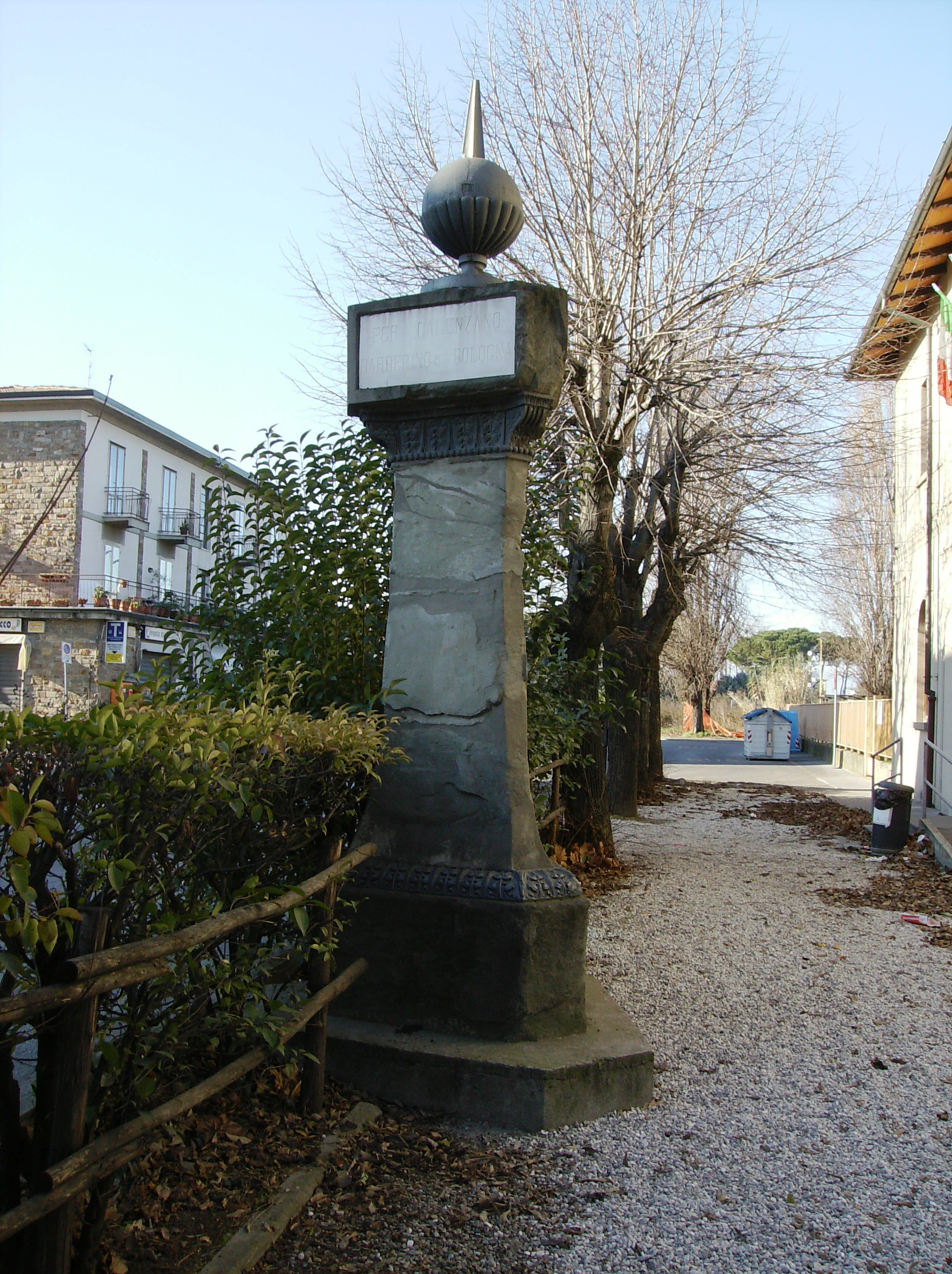
Colonna segnaletica posta ai principali incroci stradali del granducato

Fu un importante esponente del rinnovamento tecnologico e del linguaggio neoclassico in Toscana.

## La vita
Figlio dell'affermato architetto Giuseppe, studiò architettura all'Accademia di Belle Arti di Firenze, poi a Pisa ed infine si perfezionò in ingegneria a Parigi. Infatti nel 1809 fu ammesso (su raccomandazione di Guglielmo Goury, ingegnere capo del Dipartimento francese dell'Arno), unico allievo straniero, alla Scuola Imperiale di applicazione dei Ponti e Strade a Parigi.
L'École des ponts et chaussées, fondata nel 1747, primo direttore Jean-Rodolphe Perronet, formava gli ingegneri di stato, i migliori in Francia. Gli allievi (circa 60), seguivano i corsi tenuti da personalità come Monge e Carnot ed in estate erano inviati in missione a seguire i cantieri dell'Impero.
Manetti si distinse negli studi ed ebbe modo di recarsi in missione in Renania, nei Paesi Bassi ed in Provenza. In Francia si sposò con Rosalia Magniol dalla quale ebbe una figlia, Giuseppina. Con la Restaurazione fu radiato dai ruoli come straniero e tornò a Firenze nel 1814 con un modesto impiego nell'amministrazione statale. Si occupò, in posizione subalterna a Vittorio Fossombroni, della bonifica della Valdichiana e poi di quella della Maremma e dei lavori per il prosciugamento del padule di Fucecchio.
Una rapida carriera, in rivalità con Pasquale Poccianti, lo portò a progettare e dirigere, per 45 anni, le opere più importanti del Granducato di Toscana, soprattutto per quel che riguarda bonifiche, opere idrauliche e strade. A partire dagli anni trenta diviene suo fedele collaboratore il genero Carlo Reishammer. Nel 1834 divenne direttore del Corpo degli ingegneri di Acque e Strade diventando il principale responsabile degli interventi tecnici nell'ambito del Granducato; nel 1850 e fino alla cacciata dei Lorena nel 1859, direttore del Consiglio d'Arte.
Dopo il definitivo esilio del granduca Leopoldo II si dimise, insieme al genero Reishammer, dai suoi incarichi pubblici e si ritirò a vita privata.
Morì a Firenze il 10 dicembre 1865, nella sua casa di via de' Servi al n. 26 dove, qualche anno più tardi, il Comune di Firenze fece affiggere una targa commemorativa.

## Le opere

### Strade
Tra gli anni venti e trenta dell'Ottocento si dedicò ai progetti per una strada tra Livorno e Volterra ed a quella di Romagna per il Passo del Muraglione che prese questo nome a causa di un'invenzione del Manetti: sul valico, un imponente muro divide le corsie, permettendo così alle vetture di scegliere la parte sottovento e sottrarsi alle forti folate.
Si occupò anche della strada "militare" di collegamento da Sarzana, Fivizzano, passo del Cerreto fino a Reggio Emilia (attuale strada statale n.63) e, per fare approvare il progetto, dovette recarsi a parlare con Klemens von Metternich a Milano, in quanto il Ducato di Modena e Reggio era allora un protettorato austriaco, come del resto il Granducato di Toscana.
Al disegno di Manetti si devono anche i caratteristici colonnini in pietra, con in cima un globo chiodato in ghisa, che vennero posti sulle principali strade del Granducato, agli incroci ed ai punti terminali. Sono sopravvissuti 19 indicatori in Toscana, per esempio quello di Mammiano sulla Pistoia-Abetone o quello di Capalle (Campi Bisenzio) sulla strada "militare" per Barberino di Mugello, mentre è stato distrutto, per esempio, quello che in località "Indicatore" (Campi Bisenzio) segnava un incrocio della strada Firenze-Pistoia, dando il nome alla località.

### Ponte Leopoldo II
Nel 1833 realizzò il ponte "Leopoldo II" a Poggio a Caiano, che collegava la tenuta granducale sulla sponda sinistra del fiume (Cascine di Poggio a Caiano o Cascine di Tavola) con il complesso della Villa Medicea.
Di questo ponte sospeso sull'Ombrone Pistoiese, che risulta essere il primo realizzato in Italia con il metodo delle funi sospese, oggi restano i piloni in pietra, mentre sono andati perduti, durante la seconda guerra mondiale, sia i cavi di sospensione, sia il tavolato ligneo.

### Cinta daziaria di Livorno
A partire dal 1835 innalzò la cinta daziaria per la delimitazione del porto franco di Livorno; al progetto della cinta, definita da un semplice muro rivestito in pietra, partecipò anche Carlo Reishammer, al quale vanno attribuiti invece i disegni delle barriere e delle porte d'accesso alla città.
Le vicende legate alla costruzione dell'opera, che andava a tagliare in due parti il sontuoso viale degli Acquedotti, portarono Manetti a scontrarsi duramente con Pasquale Poccianti, il celebre architetto autore delle cisterne dell'acquedotto livornese e dello stesso viale. Tuttavia Poccianti non riuscì ad ottenere l'apertura di un varco in corrispondenza della sua passeggiata.

### Bonifiche

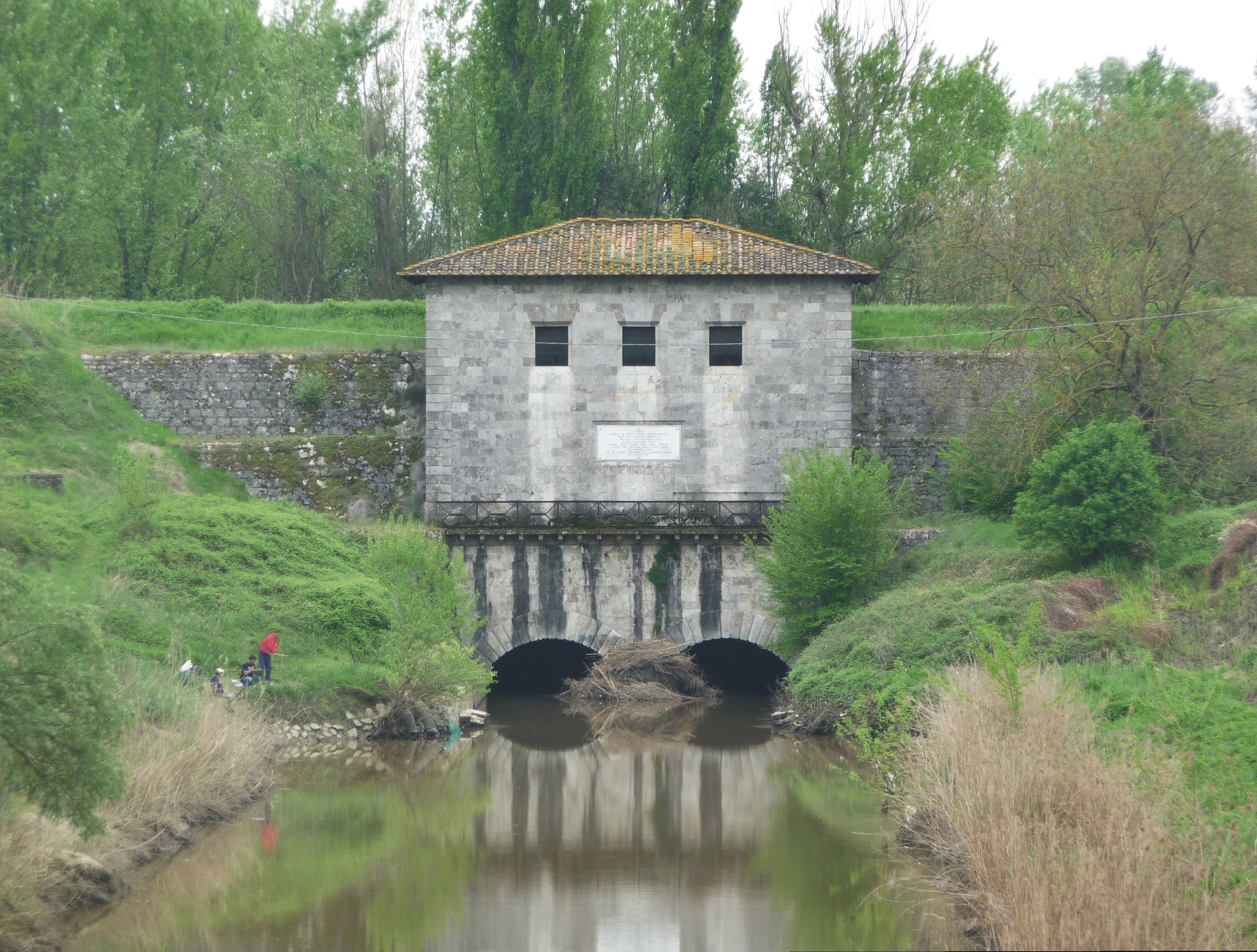
La "botte", il condotto sotto il fiume Arno presso Vicopisano

Lavorò, fino al 1859, per le sistemazioni idrauliche della Val di Chiana.
Negli anni quaranta Manetti si dedicò alla bonifica della Maremma e del Lago di Bientina, dove, con l'apertura del Canale Emissario, realizzò l'attraversamento sotterraneo del fiume Arno (1854-1859, ancora esistente).
In tale periodo, l'ingegner Manetti abitò a Cascina, in provincia di Pisa, e ancora oggi sulla facciata della sua abitazione è visibile una lapide che recita:
"Dopo che l'Arno nelle grossissime piene dei dì 16 febbraio e 23 marzo 1855 - rotto due volte ogni ritegno presso la chiesa di San Cassiano - aprivasi un varco nella pianura - sollecito e frequente accorse S.A.I.E.R. il granduca Leopoldo II - per soccorrere le affliette popolazioni - e insieme all'augusto figlio gran principe ereditario - colla presenza e colo consiglio tanto affrettò i lavori di rifare - che questi in breve tempo compiti - furono le vicine campagne sottratte alla furia delle acque - e le interrotte comunicazioni ristabilite - a memoria del disastro e delle benefiche provvidenze - questo marmo - sulla fronte della casa abitata dagli ingegneri delle opere - per il prosciugamento del lago di Bientina - ove il pietoso sovrano ebbe ricetto - Alessandro Manetti direttore poneva".
A partire dal 1828 si occupò della bonifica delle Maremma o per meglio dire del prosciugamento della palude di Castiglione, che costituiva la zona umida più ampia dell'area. L'ingegnere fece parte della prima commissione del bonificamento in qualità di architetto idraulico e dal 1833 diresse insieme a Giacomo Grandoni l'Ufficio di bonificamento delle Maremme, l'organo appositamente istituito dal granduca per coordinare l'ambiziosa opera. La bonifica si orientò verso il metodo della colmata, attraverso i depositi solidi dell'Ombrone deviati verso tale area tramite un canale diversivo che nasceva dalla diga della Steccaia; ad altri due canali spettò invece il compito del deflusso dele acque chiare: il San Rocco e il San Leopoldo, in comunicazione con il mare. Manetti calcolò il tempo necessario alla colmata in 22 anni ed infatti nel 1849 pubblicherà i risultati, positivi, del suo lavoro. Importanti opere furono eseguite anche in prossimità di Piombino, nel padule di Scarlino, nel lago di Alberese e nella zona di Orbetello.

### Altri ponti
Dopo il 1833 Manetti, con il genero e fedele collaboratore Carlo Reishammer, si occupa di altri ponti sospesi:
- tra il 1834 e il 1835, realizza uno snello ponte a catene, finanziato da François Jacques de Larderel, sul fiume Cecina,[9] poi sostituito nel 1920 da un ponte in cemento armato di Pier Luigi Nervi, anch'esso demolito (si veda la voce Ponte sul fiume Cecina);
- tra il 1835 e il 1837 i fratelli Seguin costruirono a Firenze con materiale e tecnologia francese, due ponti sospesi sull'Arno, di 90 metri di luce. Manetti collaudò i due ponti con un carico di circa 200 kg/m2; attualmente entrambi scomparsi, erano localizzati sul posto dell'attuale Ponte di San Niccolò ("San Ferdinando") e del ponte alla Vittoria ("San Leopoldo");
- tra il 1840 e il 1844 progetta un ponte sospeso da costruirsi "in eguali forme e dimensioni" in tre diversi luoghi della Maremma. In questo progetto, anch'esso con catene, i piloni non sono più in pietra, ma si trasformano in esili cavalletti metallici, a cui le catene sono sospese e non appoggiate;[10]
- nel 1844, il solo Reishammer firma il progetto di un ponte sospeso "a canapi di filo di ferro" sull'Ombrone maremmano "della luce di braccia 142" (circa 82 metri) che rappresenta il vertice di questo iter progettuale e di cui ci restano i disegni nell'Archivio di Stato di Firenze.[11]

### Altre opere
Manetti si occupò anche di alcuni restauri per gli Uffizi e per la colonna della Giustizia in piazza Santa Trinita e pubblicò alcuni scritti teorici.
Collaborò con Carlo Reishammer all'edificazione della chiesa di San Leopoldo nel centro di Follonica (1836-1838), un edificio di stampo neoclassico con elementi in ghisa.

### Scritti
Tutta la vita professionale di Manetti fu caratterizzata da un desiderio di aggiornamento tecnico e da una viva curiosità per le novità tecniche che venivano da oltralpe. Si occupò per esempio del problema dell'escavazione di pozzi artesiani per l'approvvigionamento d'acqua approntando, sempre insieme a Reishammer, una macchina per trafori, sperimentandola prima a Poggio a Caiano, con un deciso fallimento, e poi a Firenze e Grosseto con più successo e pubblicando infine una "memoria" delle esperienze fatte.
Alessandro Manetti ha lasciato un'insolita autobiografia professionale pubblicata postuma solo nel 1885, ricca di dati ed informazioni minuziose su di una vita dedicata al continuo aggiornamento sulle novità della tecnica, alla progettazione, e la direzione di tutti i principali opere della Toscana granducale dalla restaurazione di Ferdinando III alla caduta di Leopoldo II.